# 조다역
조다역(일본어: 造田駅)은 일본 가가와현 사누키시에 위치한 시코쿠 여객철도 고토쿠 선의 철도역이다. 역 번호는 T17이며, 상대식 승강장 2면 2선의 구조를 갖춘 지상역이다.

## 이용 현황
| 승차 인원 추이 | 승차 인원 추이 |
| 연도           | 1일 평균       |
| -------------- | -------------- |
| 2008           | 271            |
| 2009           | 257            |
| 2010           | 252            |
| 2011           | 248            |

## 역 주변
- 사누키 시청 조다 출장소

## 역사
- 1926년 3월 21일 : 고토쿠 선의 역으로서 개업.
- 1935년 3월 20일 : 고토쿠 선 전체 개통에 수반한 노선 명칭 변경에 의해, 고토쿠 본선의 역이 된다.
- 1979년 3월 - 1977년 3월에, 고토쿠 본선이 CTC화되었던 것에 수반해, 승객 인원 기준에 도달하지 못했던 것부터, 당시의 주식회사 일본 교통 관광사가 업무를 담당.
- 1987년 4월 1일 : 일본국유철도 분할 민영화에 의해, 시코쿠 여객철도가 승계.
- 1988년 6월 1일 : 선로 명칭 개정에 의해, 고토쿠 선의 역이 된다.
- 2010년 9월 1일 : 무인화.

## 인접 역
| 시코쿠 여객철도               | 시코쿠 여객철도 | 시코쿠 여객철도           |
| ----------------------------- | --------------- | ------------------------- |
| T 18 오렌지타운 다카마쓰 방면 | 고토쿠 선       | 간자키 T 16 도쿠시마 방면 |